# Pumenengo
Pumenengo je italská obec v provincii Bergamo v regionu Lombardie. Žije zde přibližně 1 700 obyvatel.

## Poloha
Obec leží na jihu provincie Bergamo u jejích hranic s provincií Brescia.

### Sousední obce
| Růžice kompasu |            | Calcio            | Rudiano (BS)     | Růžice kompasu |
| Růžice kompasu | Fontanella | Sever             |                  | Růžice kompasu |
| Růžice kompasu | Fontanella | Pumenengo         |                  | Růžice kompasu |
| Růžice kompasu | Fontanella | Jih               |                  | Růžice kompasu |
| Růžice kompasu |            | Torre Pallavicina | Roccafranca (BS) | Růžice kompasu |

## Vývoj počtu obyvatel
Zdroj: